# 朝日山森林公園
朝日山森林公園（あさひやましんりんこうえん）は、香川県三豊市高瀬町の東側の麻盆地に聳える朝日山（標高238.2メートル）の山頂一帯にある森林公園である。

## 概要
朝日山は、古来より「アセビ山」と称し市内で最初に朝日を受ける山であるため朝日山と呼ばれた。1988年に高瀬町が開発し1500名余の町民の労働奉仕と各方面からの樹木等の提供で造り上げた森林公園で、47種2万本以上が植えられ、春にはソメイヨシノをはじめ、約2000本の桜が咲く。山頂には城の天守閣を模した建物がある。
施設
- 模擬天守閣「麻口城」：１階は郷土資料館、2階は周辺模型・花人形、3階は展望台
- 伊勢朝日山本宮：神佛和合の神社で、本社本殿（祭神は天照坐皇大御神ほか）、大師堂（結の御剣、弘法大師像、智証大師像）、五重乃塔（石塔）、天夢殿、天ノ八衛神社（大祠）、厄除ノ大神（小祠）、さざれ石
- 霊泉水車
- 三豊市誕生之碑（2006年1月1日）
- 弥生時代の住居（竪穴建物）2014年3月、高さ4.5メートル、直径7メートル
- キャンプ場、芝スキー、ウォーキングコース
- 開運昇龍の噴水：駐車場、太陽のマークのゲートは山頂への入口。

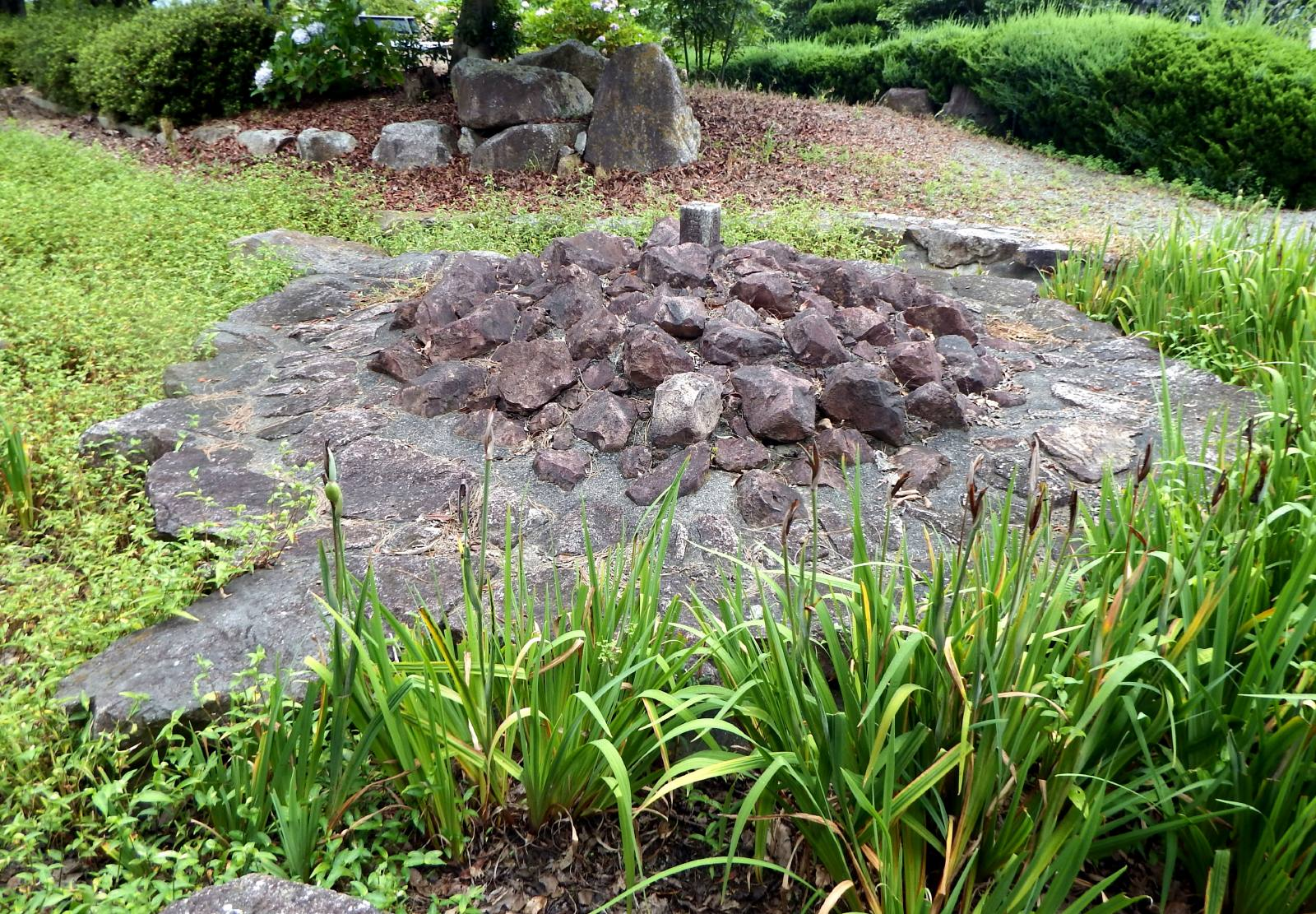
朝日山の最高地点
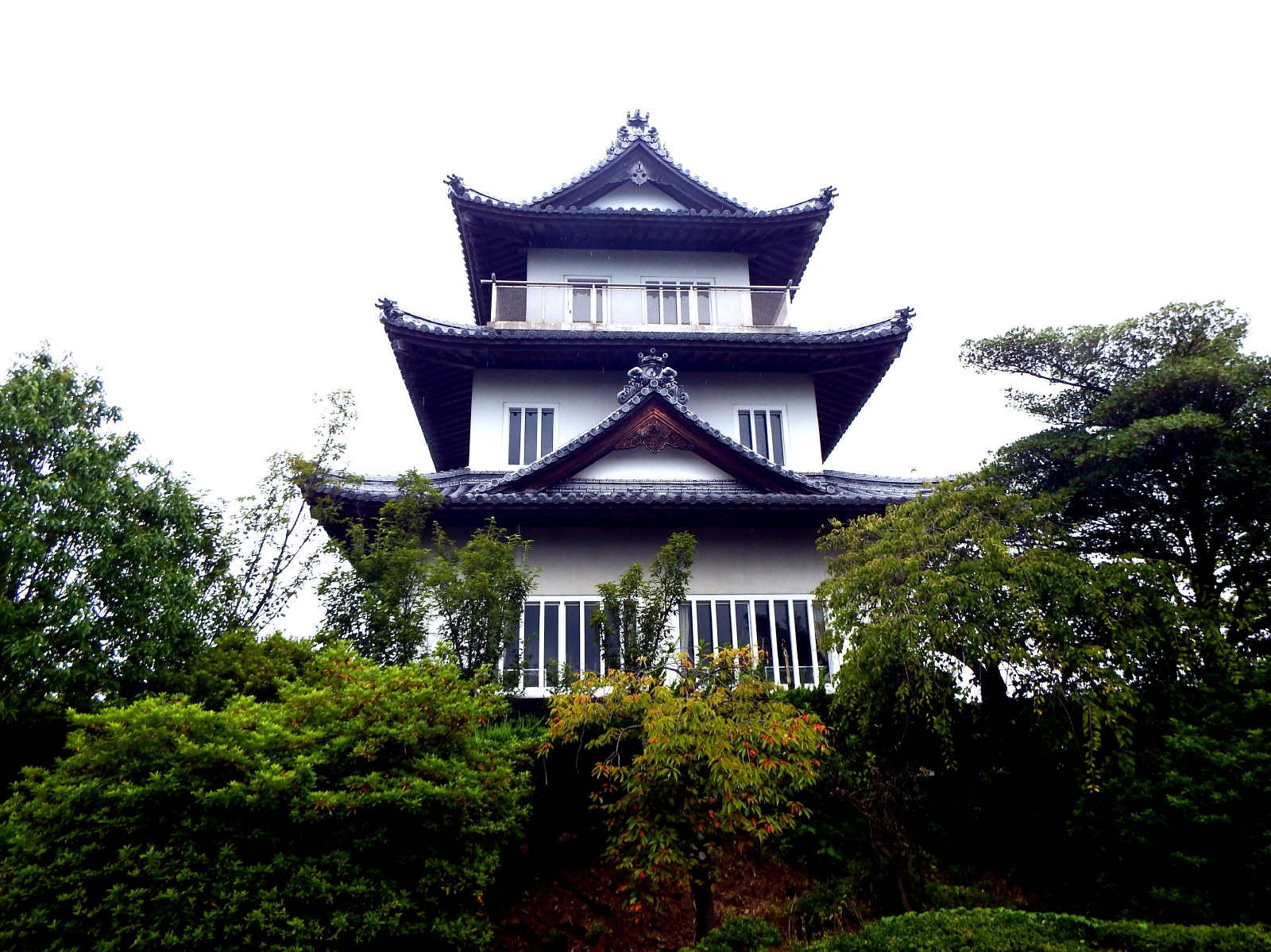
麻口城（模擬天守閣）
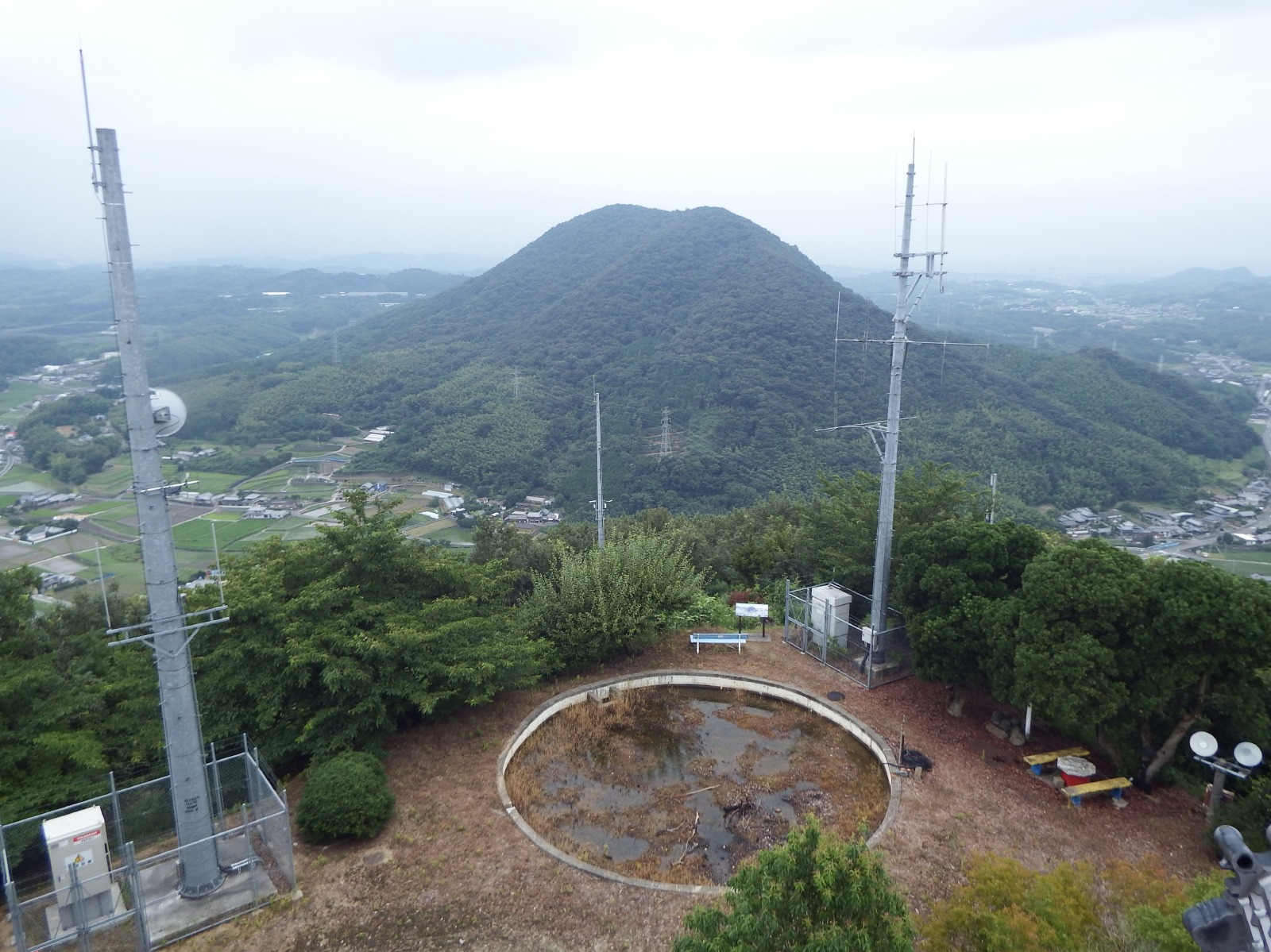
麻口城からの展望 正面は傾山（標高287メートル）
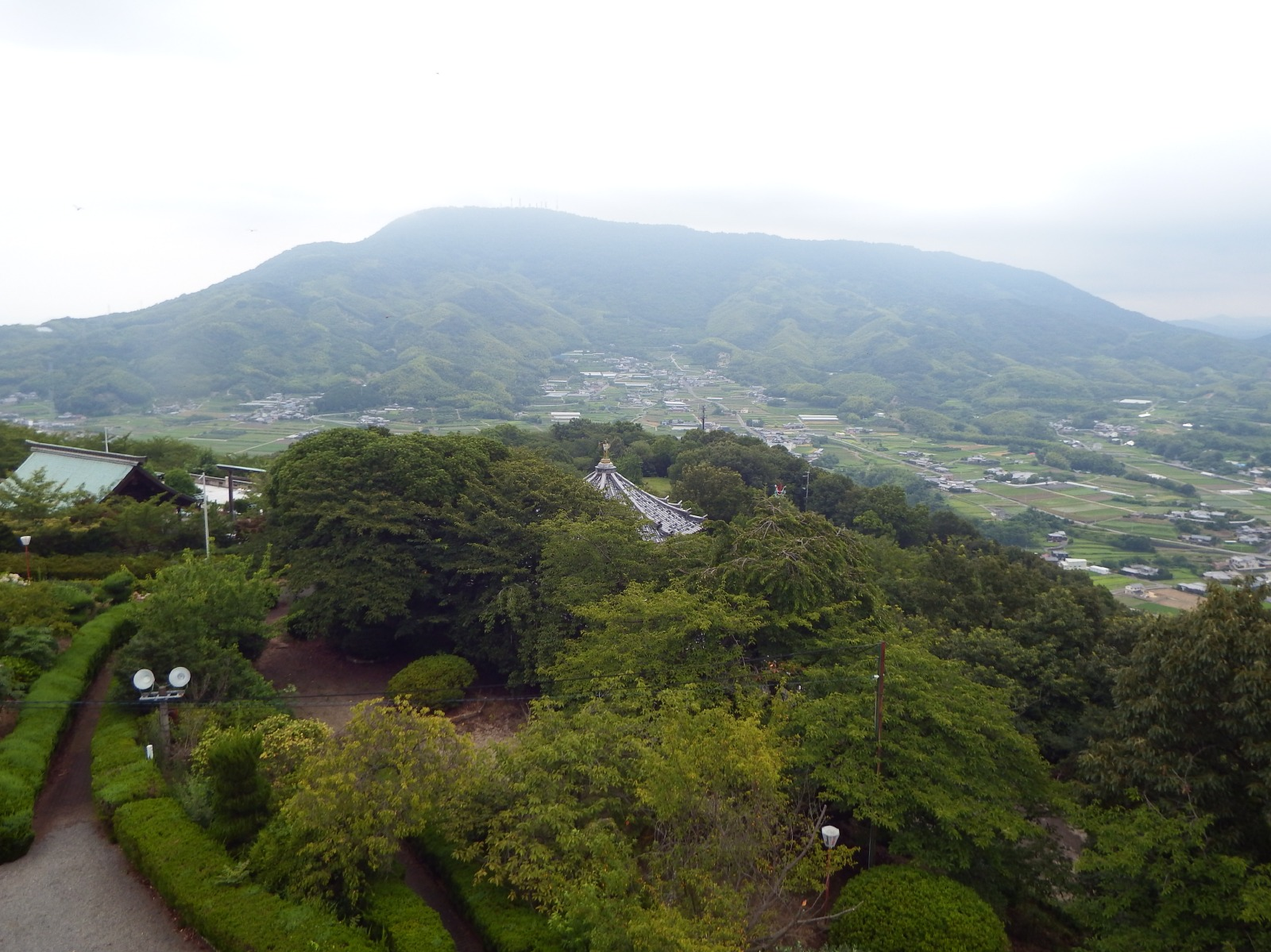
麻口城からの展望 正面は琴平山（標高616メートル）
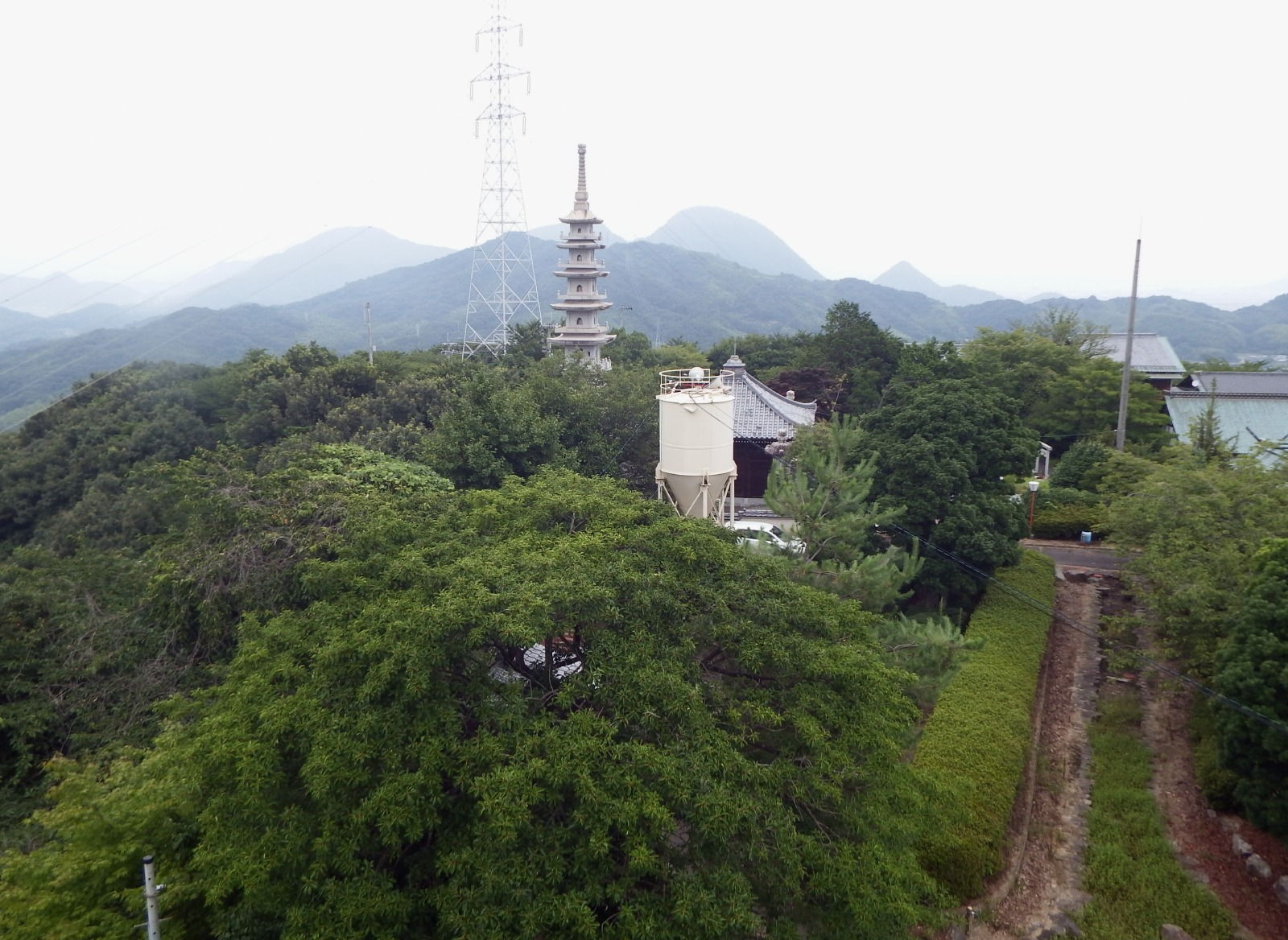
麻口城からの展望 遠景に善通寺五岳
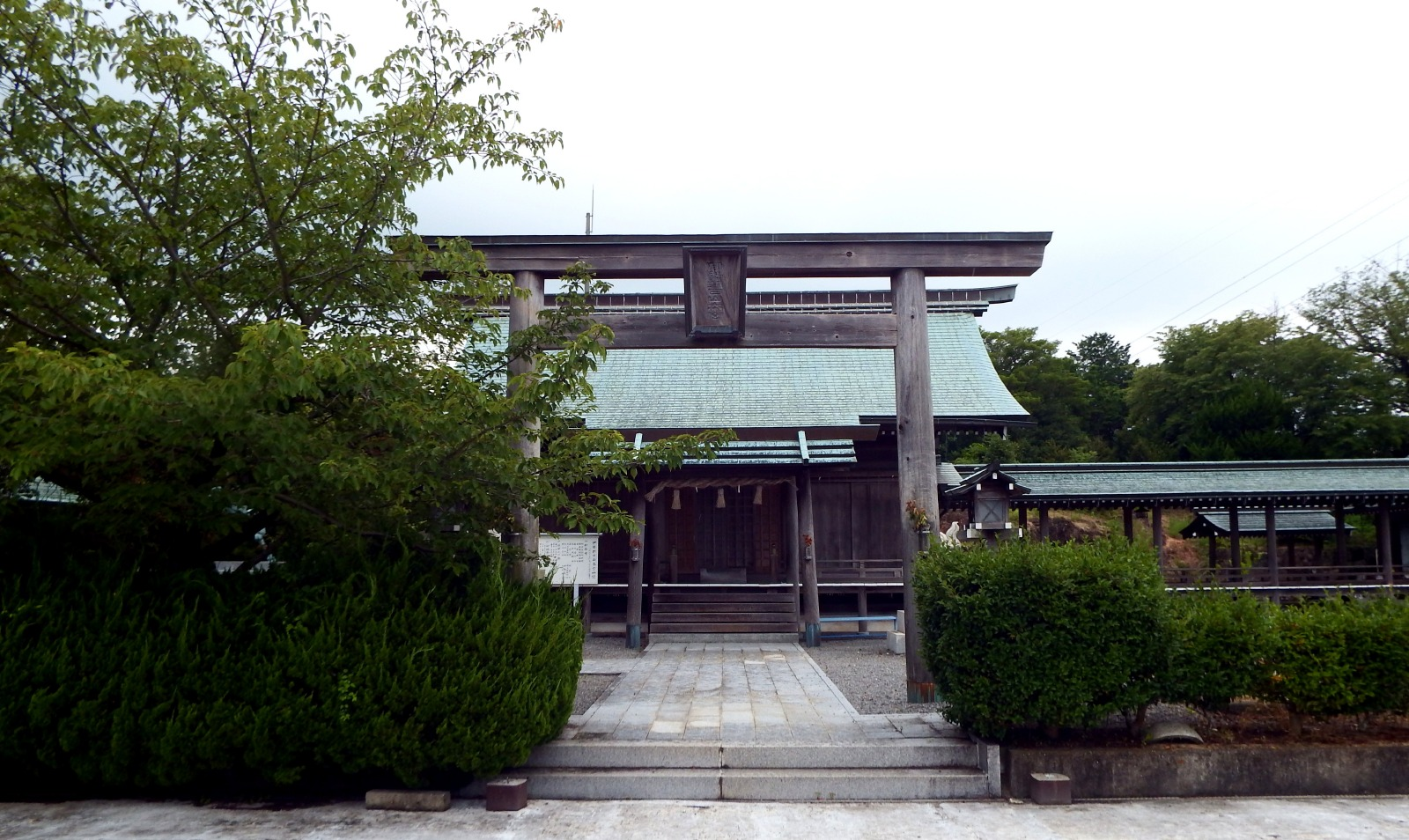
伊勢朝日山本宮
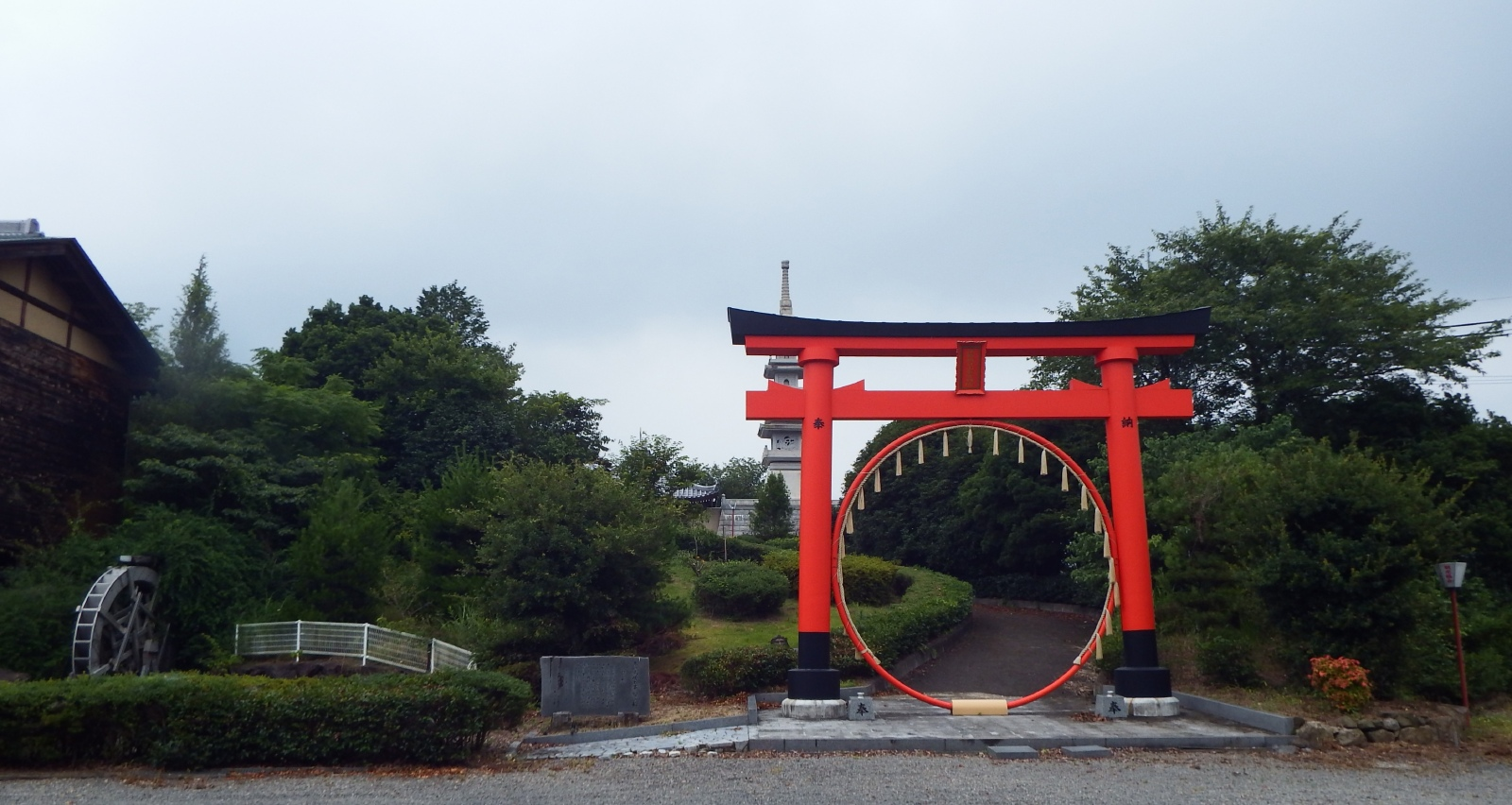
霊泉水車
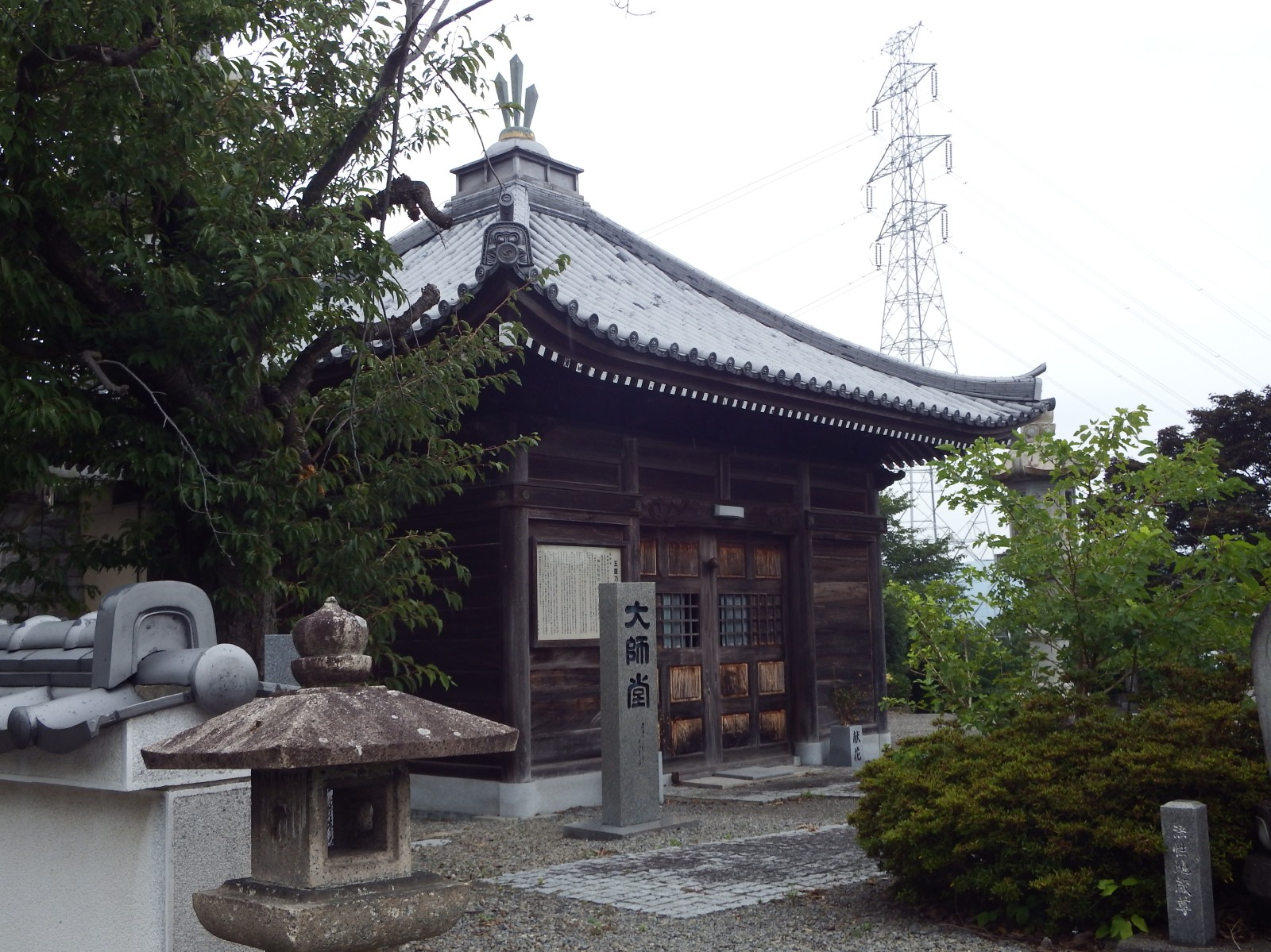
大師堂
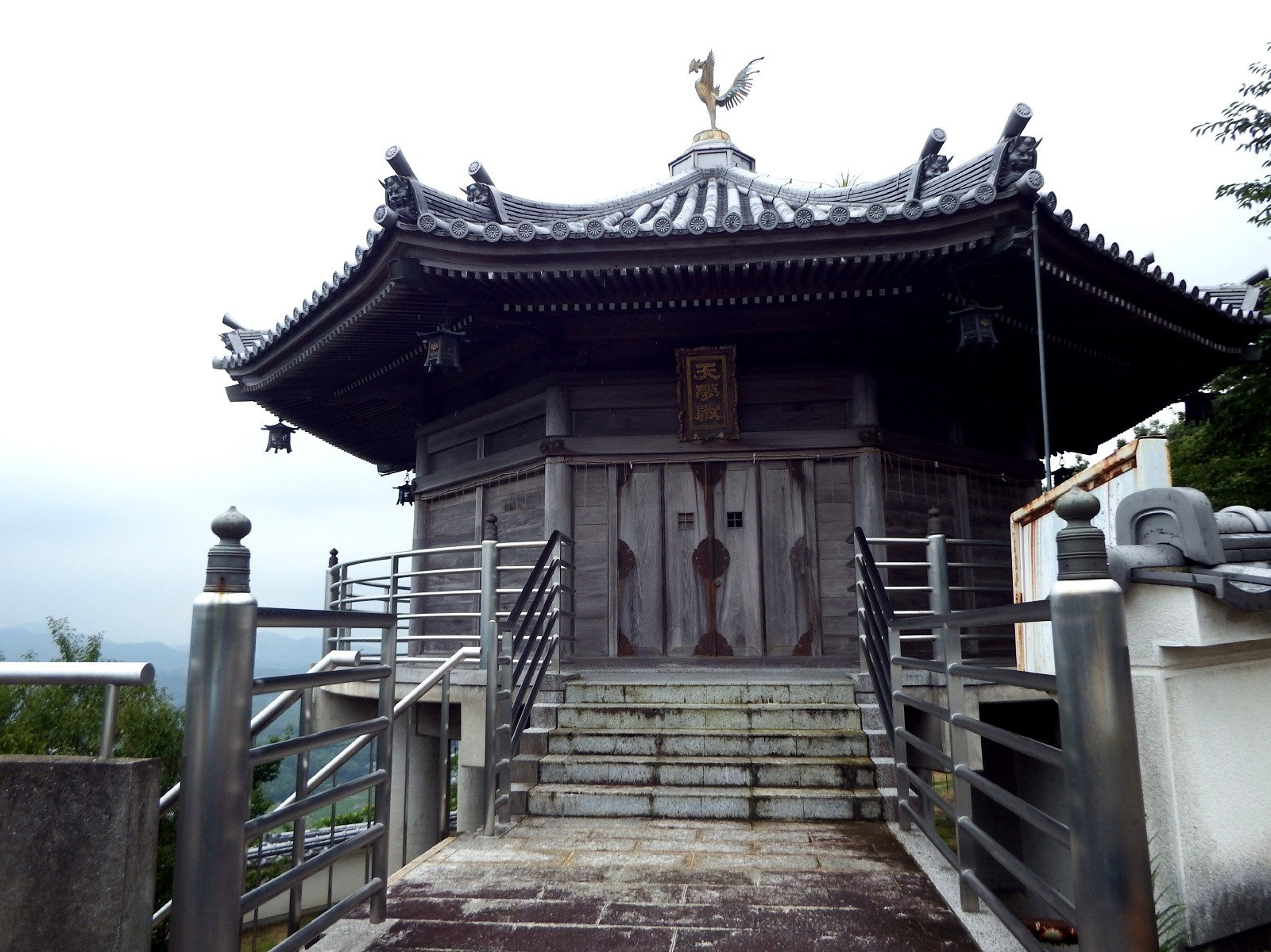
天夢殿
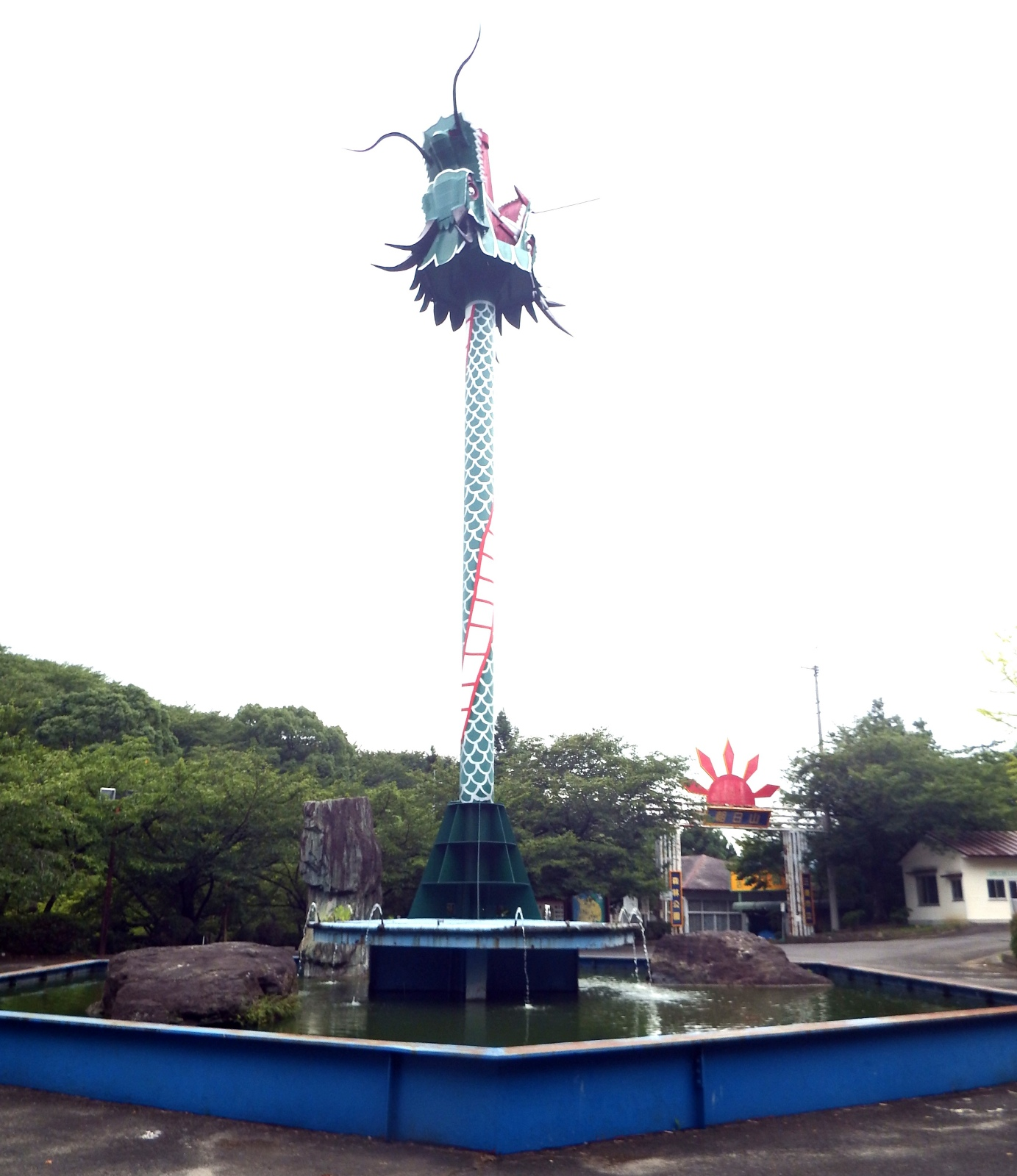
開運昇龍の噴水

## アクセス
JR高瀬駅より車で約20分